# دهستان چرام
چرام، دهستانی است از توابع بخش مرکزی شهرستان چرام در استان کهگیلویه و بویراحمد ایران.

## جمعیت
براساس سرشماری سال ۱۳۸۵ جمعیت آن ۷٬۲۳۴ نفر (۱٬۳۱۳ خانوار) بوده‌است.